# Palaeouloborus lacasae
Genre
Espèce
Palaeouloborus lacasae, unique représentant du genre Palaeouloborus, est une espèce éteinte d'araignées aranéomorphes de la famille des Uloboridae.

## Distribution
Cette espèce a été découverte dans de l'ambre à Vilanova de Meià dans la sierra del Montsec en Espagne. Elle date du Crétacé inférieur.

## Étymologie
Cette espèce est nommée en l'honneur d'Antonio Lacasa-Ruiz.

## Publication originale
- (en) Selden, 1990 : Lower Cretaceous spiders from the Sierra de Montsech, north-east Spain. Palaeontology, vol. 33, p. 257–285.